# Мечеть аль-Сарай (Багдад)
Мечеть аль-Сарай (араб. جامع السراي), також відома як мечеть Хасан-паші або мечеть аль-Наср лі-Дін Аллах — історична сунітська ісламська мечеть, розташована в Багдаді, Ірак, на півдні Аль-Русафи. Мечеть була закладена 34-м халіфом Аббасидів Аль-Насіром у 1293 році нашої ери.

## Опис
Мечеть розташована перед адміністративною будівлею османської епохи Дар Дівані аль-Хакумії, також відома як частина Кушли. Хасан-паша, візир Багдаду під час османської епохи, керував проєктом розширення мечеті, а також побудовою кількох нових об'єктів на її території. За цим проєктом було встановлено десять додаткових куполів, чотири центральних стовпи без прикрас чи написів, а також мінарет з плитками кашані. У внутрішньому дворику є джаматхана (місце для молитви) для літнього часу, а ліворуч — для зимового часу. В межах мечеті також знаходиться медресе (релігійна школа). До мечеті є п'ять воріт, всі вони ведуть у молитовний простір для здійснення колективних молитов, таких як джума-намаз та Ід-намаз (вони прописані в Корані і зобов'язують молитися в громадах).

## Галерея

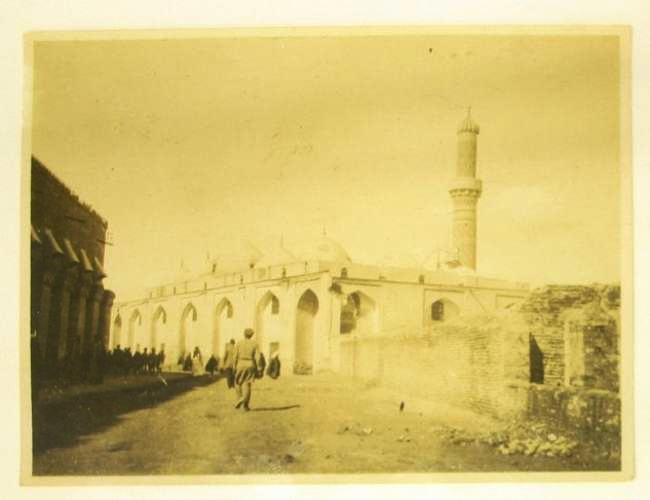
Мечеть Аль-Сарай в 1917 році
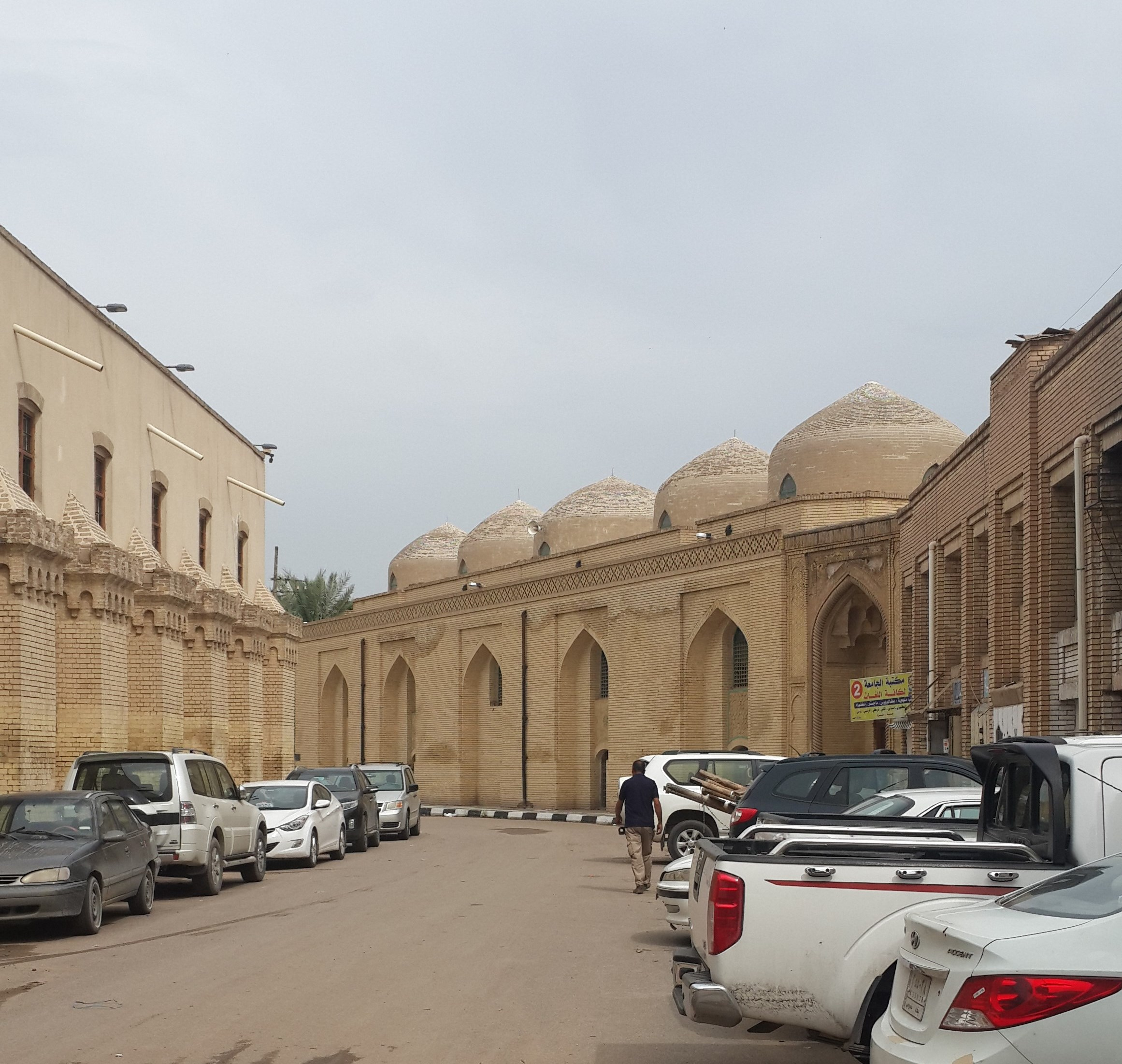
Мечеть аль-Сарай у 2018 році